# Blair Castle

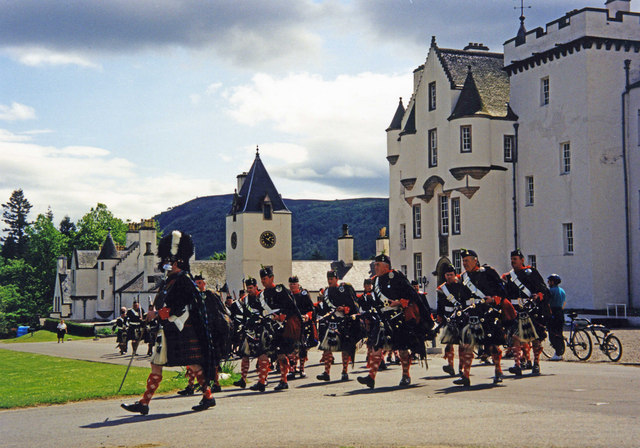
De Atholl Highlanders marcheren voor het kasteel

Blair Castle is een kasteel, vlak bij het dorp Blair Atholl in het graafschap Perthshire, in het midden van Schotland. Het is het hoofdverblijf van de clan Murray. De oudste delen van het gebouw stammen uit eind 13e eeuw.

## Atholl Highlanders
Blair Castle heeft het enige, officiële, privéleger van Europa. Deze noemen zich de Atholl Highlanders. Dit regiment bestond in de 18e eeuw en diende in Ierland. In 1839 werd het opnieuw opgericht door George Murray, de zesde graaf van Atholl om mee te doen aan middeleeuwse toernooien. Toen Koningin Victoria Schotland bezocht in 1842 en 1844 namen zij de persoonlijke bewaking op zich. Als dank gaf de koningin hen een officiële status als ceremonieel regiment.